# (52267) Rotarytorino
(52267) Rotarytorino ist ein Asteroid des Hauptgürtels. Er wurde am 13. 4. März 1986 vom italienischen Astronomen Walter Ferreri am La-Silla-Observatorium der Europäischen Südsternwarte in Chile (IAU-Code 809) entdeckt.
Der Himmelskörper gehört zur Leonidas-Gruppe, einer Asteroidenfamilie, die nach (2782) Leonidas benannt ist.
(52267) Rotarytorino wurde am 20. Juni 2016 nach dem Rotary-Club Turin benannt, der 1925 gegründet wurde und damit der drittälteste Rotary-Club in Italien ist.